# Rue Victor Oudart
Pour les articles homonymes, voir Victor et Oudart.
La rue Victor Oudart (en néerlandais : Victor Oudartstraat) est une rue bruxelloise de la commune de Schaerbeek qui va de la rue Rasson à l'avenue Émile Max. C'est une rue formée d'un seul tronçon très calme, car elle ne se trouve pas sur le trajet des voitures en transit.
La rue porte le nom d'un fonctionnaire schaerbeekois qui fut président du bureau de bienfaisance, Charles Victor Oudart, né à Bruxelles le 2 février 1815 et décédé à Schaerbeek le 6 août 1886.

## Adresses notables
- no 7 : Unicap Television (Escapade gourmande)